# Fritiof Billquist
Erik Fritiof Billquist, folkbokförd Billqvist, född 5 maj 1901 i Malmö Sankt Petri församling, död 21 april 1972 i Oscars församling i Stockholm, var en svensk skådespelare och författare.

## Biografi
Fritiof Billquist var son till direktören Karl Billquist och Hanna Svensson samt farbror till skådespelaren Carl Billquist.
Billquist utbildades vid Max Reinhardts teaterskola i Berlin (Schauspielschule des Deutschen Theaters in Berlin). Efter studierna turnerade han med Karin Swanströms teatersällskap.[källa behövs] Debuten som skådespelare kom 1926 vid Helsingborgs stadsteater.[källa behövs]
Genombrottet kom på teatern vid Sveavägen 1930 som Sven Andersson i Elin Wägners Norrtullsligan. Han var därefter mestadels knuten till olika Stockholmsteatrar som Oscarsteatern, Blancheteatern, Vasateatern och Komediteatern. På Blancheteatern spelade han rollen som Janus i Urspårad, Bear i Syndafloden och Frederick Sterrol i Fallna änglar. Bland hans roller på Komediteatern märks Michael i Max Cattos Gröna vatten. Andra betydande roller var titelrollen i Liliom och Gunnar Hede i En herrgårdssägen.
Fritiof Billquist gjorde 62 filmroller mellan åren 1931 och 1962 och blev mest känd för rollen som korpral Revär i filmerna om 91:an Karlsson.
Fritiof Billquist var även verksam som författare och utgav bland annat romanen Svarta äpplen (1944) samt flera noveller.
Billquist var 1926–1934 gift med sångerskan Ulla Billquist. Han hade en dotter Åsa Billquist-Roussel (1927–2010).
Fritiof Billquist är begravd på Norra begravningsplatsen utanför Stockholm.

## Filmografi (i urval)
- 1931 – Trötte Teodor
- 1932 – Landskamp
- 1932 – Kronans rallare
- 1933 – Tystnadens hus
- 1933 – Inled mig i frestelse
- 1934 – Synnöve Solbakken
- 1935 – Ungdom av idag
- 1936 – Söder om landsvägen
- 1936 – Raggen - det är jag det
- 1938 – Kamrater i vapenrocken
- 1938 – Vi som går scenvägen
- 1938 – Kustens glada kavaljerer
- 1939 – Cirkus
- 1940 – Blyge Anton
- 1940 – Västkustens hjältar
- 1940 – Romans
- 1940 – Beredskapspojkar
- 1941 – I paradis...
- 1942 – Stinsen på Lyckås
- 1942 – Vårat gäng
- 1942 – Kvinnan tar befälet
- 1943 – En vår i vapen
- 1943 – Örlogsmän
- 1943 – På liv och död
- 1944 – När seklet var ungt
- 1945 – Skådetennis
- 1945 – Jolanta, den gäckande suggan
- 1945 – Den glade skräddaren
- 1946 – Onsdagsväninnan
- 1946 – 91:an Karlsson. "Hela Sveriges lilla beväringsman"
- 1946 – Eviga länkar
- 1947 – Mästerdetektiven Blomkvist
- 1947 – Här kommer vi
- 1947 – 91:an Karlssons permis
- 1948 – Flottans kavaljerer
- 1948 – Loffe som miljonär
- 1948 – Främmande hamn
- 1948 – En svensk tiger
- 1949 – Bohus Bataljon
- 1950 – Loffe blir polis
- 1950 – Restaurant Intim
- 1951 – Tull-Bom
- 1951 – 91:an Karlssons bravader
- 1953 – Dansa min docka
- 1953 – Alla tiders 91:an Karlsson
- 1953 – I dimma dold
- 1954 – Farlig frihet
- 1955 – Het är min längtan
- 1955 – Flottans muntergökar
- 1955 – 91:an Karlsson rycker in
- 1956 – Den tappre soldaten Jönsson
- 1956 – Flamman
- 1956 – Tarps Elin
- 1957 – Far till sol och vår
- 1957 – 91:an Karlsson slår knock out
- 1957 – Värmlänningarna
- 1958 – Flottans överman
- 1959 – 91:an Karlsson muckar (tror han)
- 1969 – Bokhandlaren som slutade bada

### TV-produktioner
- 1963 – Fan ger ett anbud
- 1968 – Bombi Bitt och jag (TV-serie)

### Manus
- 1945 – Jolanta, den gäckande suggan

## Teater

### Roller (ej komplett)
| År   | Roll                    | Produktion                                                      | Regi                      | Teater                        |
| ---- | ----------------------- | --------------------------------------------------------------- | ------------------------- | ----------------------------- |
| 1924 | Joseph                  | Hans rätta hustru Jacques Bousquet och Henri Falk               | Hjalmar Peters            | Helsingborgs stadsteater      |
| 1924 | Paul Sérigny            | Främlingen Paul Armont och Louis Verneuil                       | Hjalmar Peters            | Helsingborgs stadsteater      |
| 1924 | Krigsknekt 2            | Salome Oscar Wilde                                              | Torsten Hammarén          | Helsingborgs stadsteater      |
| 1924 | Vilhelm                 | Värmlänningarna Fredrik August Dahlgren och Andreas Randel      | Hjalmar Peters            | Helsingborgs stadsteater      |
| 1925 | Tävlingsfunktionären    | Dagens hjälte Carlo Keil-Möller                                 | Torsten Hammarén          | Helsingborgs stadsteater      |
| 1925 | Pastor Bjerring         | Thora van Deken Henrik Pontoppidan och Hjalmar Bergstrøm        | Gerda Lundequist-Dalström | Helsingborgs stadsteater      |
| 1925 | Valdemar Nyström        | Kära släkten Gustav Esmann                                      | Gerda Lundequist-Dalström | Helsingborgs stadsteater      |
| 1925 | Gustave                 | Kameliadamen Alexandre Dumas den yngre                          | Helge Wahlgren            | Helsingborgs stadsteater      |
| 1925 | Onorio                  | Löftet Tomasino Scotti                                          | Gerda Lundequist-Dalström | Helsingborgs stadsteater      |
| 1925 | Tidningsförsäljaren     | Den sköna Melusina Oscar Rydqvist                               |                           | Helsingborgs stadsteater      |
| 1925 | Bergakungen Per         | Ljungby horn Edgar Collin, Vilhelm Østergaard, och Alfred Ipsen | Helge Wahlgren            | Helsingborgs stadsteater      |
| 1926 | Liliom                  | Liliom Ferenc Molnár                                            | Torsten Hammarén          | Helsingborgs stadsteater      |
| 1926 | Direktör Andersson      | Nationalmonumentet Tor Hedberg                                  | Helge Wahlgren            | Helsingborgs stadsteater      |
| 1926 | Willy Sommers           | Storstädning Frederick Lonsdale                                 | Gösta Cederlund           | Helsingborgs stadsteater      |
| 1926 | Baptiste                | Sam Jackson i Paris Maurice Hennequin och Henry de Gorsse       | Albert Nycop              | Helsingborgs stadsteater      |
| 1926 | Bertrand de Poulengey   | Sankta Johanna George Bernard Shaw                              | Gösta Cederlund           | Helsingborgs stadsteater      |
| 1926 | Ett bud                 | Eliza stannar Henry V. Esmond                                   | Gösta Cederlund           | Helsingborgs stadsteater      |
| 1926 | Lazare Carnot           | Spelet om kärleken och döden Romain Rolland                     | Albert Nycop              | Helsingborgs stadsteater      |
| 1926 | Hunden Fido             | Julnatten i barnkammaren Carlo Keil-Möller                      | Carlo Keil-Möller         | Helsingborgs stadsteater      |
| 1926 | Johan Elof Pireus       | Hans Majestät får vänta Oscar Rydqvist                          | Gösta Cederlund           | Helsingborgs stadsteater      |
| 1927 | David Wylie             | Vad varje kvinna vet J.M. Barrie                                | Elsa Carlsson             | Helsingborgs stadsteater      |
| 1927 | Robert                  | Vi och de våra John Galsworthy                                  | Gösta Cederlund           | Helsingborgs stadsteater      |
| 1927 | Reginald                | Gustav Vasa August Strindberg                                   | Gösta Cederlund           | Helsingborgs stadsteater      |
| 1927 | Herr Konjunktiv         | Peter Peter Curt Goetz                                          | Gösta Cederlund           | Helsingborgs stadsteater      |
| 1927 | Lakejen                 | Komedin på slottet Ferenc Molnár                                | Albert Nycop              | Helsingborgs stadsteater      |
| 1927 | Köpman Allerts          | Kristina August Strindberg                                      | Gösta Cederlund           | Helsingborgs stadsteater      |
| 1927 | von Schmettau           | En bättre herre Walter Hasenclever                              | Gösta Cederlund           | Helsingborgs stadsteater      |
| 1927 | Mogensen                | Simson och Delila Sven Lange                                    | John Westin               | Helsingborgs stadsteater      |
| 1927 | Bliss                   | Mysteriet Milton Edgar Wallace                                  | Gösta Cederlund           | Helsingborgs stadsteater      |
| 1927 | Larson                  | Halta Lena och vindögda Per Ernst Fastbom                       | Albert Nycop              | Helsingborgs stadsteater      |
| 1927 | Förste vaktmästare      | Bättre folk Avery Hopwood och David Gray                        | Gösta Cederlund           | Helsingborgs stadsteater      |
| 1928 | Jack                    | Gröna hissen Avery Hopwood                                      | Albert Nycop              | Helsingborgs stadsteater      |
| 1928 | Kåre                    | Kämparna på Helgeland Henrik Ibsen                              | Albert Nycop              | Helsingborgs stadsteater      |
| 1928 | Adam Hessler            | Spanska flugan Franz Arnold och Ernst Bach                      | Albert Nycop              | Helsingborgs stadsteater      |
| 1928 |                         | Den första av herrarna Yves Mirande och André Mouézy-Éon        | Albert Nycop              | Helsingborgs stadsteater      |
| 1929 |                         | Frökens man Gábor Drégely                                       | Albert Nycop              | Helsingborgs stadsteater      |
| 1930 |                         | Norrtullsligan Einar Fröberg                                    | Einar Fröberg             | Teatern vid Sveavägen         |
| 1930 | Hans Juhl               | Årgång 30 Jens Locher                                           | Tollie Zellman            | Teatern vid Sveavägen         |
| 1930 | Olle Boman              | Kontraband Oscar Rydqvist                                       | Edvin Adolphson           | Mindre teatern                |
| 1930 | Tony Anderson           | Patsy Barry Conners                                             | Nils Johannisson          | Mindre teatern                |
| 1930 | Gustaf Ålin Gunnar Hede | En herrgårdssägen Selma Lagerlöf                                | Einar Fröberg             | Oscarsteatern/ Mindre teatern |
| 1931 |                         | Anständighetens vällust Luigi Pirandello                        | Anders de Wahl            | Turné                         |
| 1932 | Frederick Sterroll      | Fallna änglar Noël Coward                                       | Sture Baude               | Blancheteatern                |
| 1932 | Bear                    | Syndafloden Henning Berger                                      | Harry Roeck-Hansen        | Blancheteatern                |
| 1932 | Medverkande             | Harrys bar, revy Berco och Chatham                              | Nils Johannisson          | Blancheteatern                |
| 1932 | Hotellkarlen Arthur     | Hotellrummet Pierre Rocher                                      | Harry Roeck-Hansen        | Blancheteatern                |
| 1932 | Janus Jensen            | Urspårad Karl Schlüter                                          | Svend Gade                | Blancheteatern                |
| 1932 | Octave Grépaux          | Obs, nymålat René Fauchois                                      | Harry Roeck-Hansen        | Blancheteatern                |
| 1932 | Doktor Aron             | Tredubbelt gifta Anne Nichols                                   | Semmy Friedmann           | Blancheteatern                |
| 1933 | Erik Karleby            | Livet har rätt Dicte Sjögren                                    | Harry Roeck-Hansen        | Blancheteatern                |
| 1933 | Geoffrey Preston        | Hela havet stormar Ronald Mackenzie                             | Per Lindberg              | Blancheteatern                |
| 1934 | Laertes                 | Hamlet William Shakespeare                                      | Per Lindberg              | Vasateatern                   |
| 1934 | En vaktpost             | Långfredag John Masefield                                       | Per Lindberg              | Vasateatern                   |
| 1935 | Armand                  | Sådana tider Édouard Bourdet                                    | Per Lindberg              | Vasateatern                   |
| 1935 |                         | Köpmannen i Venedig William Shakespeare                         | Per Lindberg              | Vasateatern                   |
| 1938 |                         | Trojanska kriget blir inte av Jean Giraudoux                    | Ernst Eklund              | Oscarsteatern                 |
| 1944 | Påvel Gertsson          | Mans kvinna Vilhelm Moberg                                      | Per Lindberg Gösta Folke  | Vasateatern                   |
| 1945 | Rogers Woodruff         | När kvinnor mötas Rachel Crothers                               | Sam Besekow               | Blancheteatern                |
| 1953 |                         | Lantlollan William Wycherley                                    | Sam Besekow               | Alléteatern                   |
| 1954 | Dr Brubaker             | Flickan ovanpå George Axelrod                                   | Sam Besekow               | Alléteatern                   |
| 1958 | Alec Birch              | Spindelnätet (The Spider's Web) Agatha Christie                 | Gösta Cederlund           | Lilla Teatern                 |
| 1958 | Jakob Skomakare         | Jeppe på berget (Jeppe paa Bierget) Ludvig Holberg              | Josef Halfen              | Lilla Teatern                 |
| 1960 | Ingenjör Planertz       | Kvartetten som sprängdes Birger Sjöberg                         | Åke Falck                 | Skansens friluftsteater       |
| 1960 | Poliskommissarien       | Fällan (Piege pour un homme seul) Robert Thomas                 | Tom Dan-Bergman           | Lilla Teatern                 |

## Radioteater

### Roller
| År   | Roll                              | Produktion                                         | Regi          |
| ---- | --------------------------------- | -------------------------------------------------- | ------------- |
| 1950 | Chauffören                        | Hillmans detektivbyrå: Naturlig död? Folke Mellvig | Lars Madsén   |
| 1952 | Landsfiskalen                     | Hillmans semester: Vatten över huvet Folke Mellvig | Lars Madsén   |
| 1953 | Chauffören                        | Hillmans bästa: Naturlig död? Folke Mellvig        | Lars Madsén   |
| 1957 | Förste kriminalassistent Vallberg | Grönt för mord Folke Mellvig                       | Arne Mattsson |
| 1960 | Planertz                          | Kvartetten som sprängdes Birger Sjöberg            | Åke Falck     |